# Tournoi féminin de hockey sur gazon aux Jeux olympiques d'été de 2020
Navigation
Rio de Janeiro 2016 Paris 2024
Le tournoi féminin de hockey sur gazon aux Jeux olympiques d'été de 2020 se tient au Oi Hockey Stadium de Tokyo, au Japon. Initialement prévu du 25 juillet au 6 août 2020, le tournoi subit le report des Jeux en 2021 en raison de la pandémie de Covid-19 et est reprogrammé du 24 juillet au 6 août 2021.
Les fédérations affiliées à la FIH participent par le biais de leur équipe féminine aux épreuves de qualification. Onze équipes rejoignent ainsi le Japon, nation hôte de la compétition, pour s'affronter lors du tournoi final.
L'équipe des Pays-Bas s'adjuge son quatrième titre olympique après ceux décrochés en 1984, 2008 et 2012. Battue une nouvelle fois en finale, l'Argentine s'octroie la troisième médaille d'argent olympique de son histoire après les Jeux de Sydney en 2000 et de Londres en 2012. Vainqueur des Jeux pour la première fois de son histoire lors de la précédente édition, l'équipe de Grande-Bretagne remporte sa quatrième médaille en décrochant celle de bronze à la suite de sa victoire contre l'Inde lors de la petite finale. L'attaquante des Pays-Bas Frédérique Matla termine meilleure buteuse de la compétition avec neuf réalisations.
Lors de cette compétition, sur les huit rencontres disputées en phase finale, une seule a nécessité une prolongation et une séance de tirs au but.

## Calendrier de la compétition
| 24 | 25 | 26 | 27 | 28 | 29 | 30 | 31 | 1er | 2  | 3 | 4  | 5 | 6 |
| -- | -- | -- | -- | -- | -- | -- | -- | --- | -- | - | -- | - | - |
| P  | P  | P  |    | P  | P  | P  | P  |     | QF |   | DF |   | F |

|  | Jour de compétition |  | Jour de finale |

## Format de la compétition
Les douze équipes qualifiées sont réparties en deux poules de six équipes chacune. Au sein de chaque poule, toutes les équipes se rencontrent. Trois points sont attribués pour une victoire, un pour un match nul, et aucun pour une défaite. Les quatre premières équipes de chaque poule sont qualifiées pour les quarts de finale.

## Éliminatoires
Le Japon, pays-hôte, ainsi que les cinq champions continentaux sont directement qualifiés. Les autres pays sont qualifiés via les barrages. Le Japon est qualifié en deux temps, en tant que pays hôte et champion continental, donc le quota est ajouté aux barrages plutôt que d'aller au tournoi final.
| Événement                    | Dates                        | Lieu         | Quotas | Qualifiés                                                      |
| ---------------------------- | ---------------------------- | ------------ | ------ | -------------------------------------------------------------- |
| Pays hôte                    | 7 septembre 2013             | Buenos Aires | 1      | Japon                                                          |
| Jeux asiatiques 2018         | 19 - 31 août 2018            | Jakarta      | -      | -                                                              |
| Jeux panaméricains 2019      | 29 juillet - 9 août 2019     | Lima         | 1      | Argentine                                                      |
| Éliminatoires africains 2019 | 12 - 18 août 2019            | Stellenbosch | 1      | Afrique du Sud                                                 |
| Euro 2019                    | 17 - 25 août 2019            | Anvers       | 1      | Pays-Bas                                                       |
| Coupe d'Océanie 2019         | 5 - 8 septembre 2019         | Rockhampton  | 1      | Nouvelle-Zélande                                               |
| Barrages                     | 25 octobre - 3 novembre 2019 | Divers       | 7      | Australie Chine Espagne Inde Grande-Bretagne Allemagne Irlande |

## Arbitres
Le 11 septembre 2019, les 14 arbitres sont désignés par la FIH.
| - Emi Yamada - Carolina de la Fuente - Irene Presenqui - Michelle Meister | - Aleisha Neumann - Sarah Wilson - Amber Church - Kelly Hudson | - Liu Xiaoying - Laurine Delforge - Maggie Giddens | - Michelle Joubert - Annelize Rostron - Ayanna McClean |

## Phase de groupes
Les poules sont annoncées le 23 novembre 2019.
Toutes les heures correspondent au Japan Standard Time (UTC+9),.
En cas d'égalité de points de plusieurs équipes à l'issue des matchs de poule, les critères suivants sont appliqués dans l'ordre indiqué pour établir leur classement:
1. Points de chaque équipe,
2. Matchs gagnés,
3. Différence de buts,
4. Buts pour,
5. Plus grand nombre de points obtenus dans les matchs de poule disputés entre les équipes concernées,
6. Buts marqués en plein jeu.

### Groupe A
| Rang | Équipe          | J | V | N | D | BP | BC | Diff | Pts |
| ---- | --------------- | - | - | - | - | -- | -- | ---- | --- |
| 1    | Pays-Bas        | 5 | 5 | 0 | 0 | 18 | 2  | +16  | 15  |
| 2    | Allemagne       | 5 | 4 | 0 | 1 | 13 | 7  | +6   | 12  |
| 3    | Grande-Bretagne | 5 | 3 | 0 | 2 | 11 | 5  | +6   | 9   |
| 4    | Inde            | 5 | 2 | 0 | 3 | 7  | 14 | -7   | 6   |
| 5    | Irlande         | 5 | 1 | 0 | 4 | 4  | 11 | -7   | 3   |
| 6    | Afrique du Sud  | 5 | 0 | 0 | 5 | 5  | 19 | -14  | 0   |

- Qualifié pour les quarts de finale

1re journée
| Match 1               | (1) Pays-Bas                                                    | 5 - 1   | Inde (10)   | Terrain Nord                                                                    |                                                                                 |
| 24 juillet 2021 20h45 | Albers 6e, 43e · Van Geffen 33e · Matla 45e · Van Maasakker 52e | (1 - 1) | 10e Navneet | Arbitrage : Carolina de la Fuente Amber Church Arbitre vidéo : Michelle Joubert | Arbitrage : Carolina de la Fuente Amber Church Arbitre vidéo : Michelle Joubert |
| 24 juillet 2021 20h45 | Rapport                                                         |         |             | Arbitrage : Carolina de la Fuente Amber Church Arbitre vidéo : Michelle Joubert | Arbitrage : Carolina de la Fuente Amber Church Arbitre vidéo : Michelle Joubert |

| Match 2 | (9) Irlande            | 2 - 0   | Afrique du Sud (16) | Terrain Sud                                                          |                                                                      |
| 21h15   | Upton 9e · Torrans 45e | (1 - 0) |                     | Arbitrage : Emi Yamada Kelly Hudson Arbitre vidéo : Michelle Meister | Arbitrage : Emi Yamada Kelly Hudson Arbitre vidéo : Michelle Meister |
| 21h15   | Rapport                |         |                     | Arbitrage : Emi Yamada Kelly Hudson Arbitre vidéo : Michelle Meister | Arbitrage : Emi Yamada Kelly Hudson Arbitre vidéo : Michelle Meister |

| Match 3               | (3) Allemagne              | 2 - 1   | Grande-Bretagne (5) | Terrain Nord                                                             |                                                                          |
| 25 juillet 2021 09h30 | Huse 24e · Stapenhorst 33e | (1 - 1) | 13e Jones           | Arbitrage : Irene Presenqui Liu Xiaoying Arbitre vidéo : Aleisha Neumann | Arbitrage : Irene Presenqui Liu Xiaoying Arbitre vidéo : Aleisha Neumann |
| 25 juillet 2021 09h30 | Rapport                    |         |                     | Arbitrage : Irene Presenqui Liu Xiaoying Arbitre vidéo : Aleisha Neumann | Arbitrage : Irene Presenqui Liu Xiaoying Arbitre vidéo : Aleisha Neumann |

2e journée
| Match 7               | (1) Pays-Bas                                        | 4 - 0   | Irlande (7) | Terrain Sud                                                                |                                                                            |
| 26 juillet 2021 10h00 | Albers 8e · Pheninckx 49e · Leurink 50e · Matla 56e | (1 - 0) |             | Arbitrage : Michelle Meister Liu Xiaoying Arbitre vidéo : Michelle Joubert | Arbitrage : Michelle Meister Liu Xiaoying Arbitre vidéo : Michelle Joubert |
| 26 juillet 2021 10h00 | Rapport                                             |         |             | Arbitrage : Michelle Meister Liu Xiaoying Arbitre vidéo : Michelle Joubert | Arbitrage : Michelle Meister Liu Xiaoying Arbitre vidéo : Michelle Joubert |

| Match 9 | (6) Grande-Bretagne                        | 4 - 1   | Afrique du Sud (16) | Terrain Nord                                                                  |                                                                               |
| 18h30   | Rayer 29e, 50e · Owsley 39e · Unsworth 40e | (1 - 1) | 6e Walraven         | Arbitrage : Carolina de la Fuente Maggie Giddens Arbitre vidéo : Liu Xiaoying | Arbitrage : Carolina de la Fuente Maggie Giddens Arbitre vidéo : Liu Xiaoying |
| 18h30   | Rapport                                    |         |                     | Arbitrage : Carolina de la Fuente Maggie Giddens Arbitre vidéo : Liu Xiaoying | Arbitrage : Carolina de la Fuente Maggie Giddens Arbitre vidéo : Liu Xiaoying |

| Match 12 | (2) Allemagne             | 2 - 0   | Inde (11) | Terrain Sud                                                          |                                                                      |
| 21h15    | Lorenz 12e · Schröder 35e | (1 - 0) |           | Arbitrage : Emi Yamada Sarah Wilson Arbitre vidéo : Laurine Delforge | Arbitrage : Emi Yamada Sarah Wilson Arbitre vidéo : Laurine Delforge |
| 21h15    | Rapport                   |         |           | Arbitrage : Emi Yamada Sarah Wilson Arbitre vidéo : Laurine Delforge | Arbitrage : Emi Yamada Sarah Wilson Arbitre vidéo : Laurine Delforge |

3e journée
| Match 13             | (1) Pays-Bas                                              | 5 - 0   | Afrique du Sud (16) | Terrain Nord                                                            |                                                                         |
| 28 juillet 2021 9h30 | Matla 16e, 35e · Keetels 42e · Albers 52e · Verschoor 55e | (1 - 0) |                     | Arbitrage : Amber Church Ayanna McClean Arbitre vidéo : Irene Presenqui | Arbitrage : Amber Church Ayanna McClean Arbitre vidéo : Irene Presenqui |
| 28 juillet 2021 9h30 | Rapport                                                   |         |                     | Arbitrage : Amber Church Ayanna McClean Arbitre vidéo : Irene Presenqui | Arbitrage : Amber Church Ayanna McClean Arbitre vidéo : Irene Presenqui |

| Match 14 | (6) Grande-Bretagne                       | 4 - 1   | Inde (11)    | Terrain Sud                                                               |                                                                           |
| 10h00    | Martin 2e, 19e · Owsley 41e · Balsdon 57e | (2 - 1) | 23e Sharmila | Arbitrage : Aleisha Neumann Laurine Delforge Arbitre vidéo : Kelly Hudson | Arbitrage : Aleisha Neumann Laurine Delforge Arbitre vidéo : Kelly Hudson |
| 10h00    | Rapport                                   |         |              | Arbitrage : Aleisha Neumann Laurine Delforge Arbitre vidéo : Kelly Hudson | Arbitrage : Aleisha Neumann Laurine Delforge Arbitre vidéo : Kelly Hudson |

| Match 16 | (2) Allemagne                               | 4 - 2   | Irlande (7)               | Terrain Sud                                                              |                                                                          |
| 12h15    | Altenburg 10e, 40e · Pieper 20e · Hauke 55e | (2 - 0) | 42e Tice · 51e McLoughlin | Arbitrage : Sarah Wilson Michelle Joubert Arbitre vidéo : Ayanna McClean | Arbitrage : Sarah Wilson Michelle Joubert Arbitre vidéo : Ayanna McClean |
| 12h15    | Rapport                                     |         |                           | Arbitrage : Sarah Wilson Michelle Joubert Arbitre vidéo : Ayanna McClean | Arbitrage : Sarah Wilson Michelle Joubert Arbitre vidéo : Ayanna McClean |

4e journée
| Match 20              | (1) Pays-Bas | 1 - 0   | Grande-Bretagne (5) | Terrain Sud                                                                 |                                                                             |
| 29 juillet 2021 19h00 | Matla 13e    | (1 - 0) |                     | Arbitrage : Aleisha Neumann Michelle Joubert Arbitre vidéo : Maggie Giddens | Arbitrage : Aleisha Neumann Michelle Joubert Arbitre vidéo : Maggie Giddens |
| 29 juillet 2021 19h00 | Rapport      |         |                     | Arbitrage : Aleisha Neumann Michelle Joubert Arbitre vidéo : Maggie Giddens | Arbitrage : Aleisha Neumann Michelle Joubert Arbitre vidéo : Maggie Giddens |

| Match 23              | (2) Allemagne                                     | 4 - 1   | Afrique du Sud (16) | Terrain Nord                                                       |                                                                    |
| 30 juillet 2021 09h30 | Altenburg 2e, 24e · Zimmermann 10e · Schröder 49e | (3 - 0) | 53e Marks           | Arbitrage : Emi Yamada Maggie Giddens Arbitre vidéo : Amber Church | Arbitrage : Emi Yamada Maggie Giddens Arbitre vidéo : Amber Church |
| 30 juillet 2021 09h30 | Rapport                                           |         |                     | Arbitrage : Emi Yamada Maggie Giddens Arbitre vidéo : Amber Church | Arbitrage : Emi Yamada Maggie Giddens Arbitre vidéo : Amber Church |

| Match 24 | (9) Irlande | 0 - 1   | Inde (11)   | Terrain Nord                                                              |                                                                           |
| 11h45    |             | (0 - 0) | 57e Navneet | Arbitrage : Aleisha Neumann Annelize Rostron Arbitre vidéo : Kelly Hudson | Arbitrage : Aleisha Neumann Annelize Rostron Arbitre vidéo : Kelly Hudson |
| 11h45    | Rapport     |         |             | Arbitrage : Aleisha Neumann Annelize Rostron Arbitre vidéo : Kelly Hudson | Arbitrage : Aleisha Neumann Annelize Rostron Arbitre vidéo : Kelly Hudson |

5e journée
| Match 28              | (9) Inde                        | 4 - 3   | Afrique du Sud (16)                  | Terrain Sud                                                           |                                                                       |
| 31 juillet 2021 12h15 | Vandana 4e, 17e, 49e · Neha 32e | (2 - 2) | 15e Glasby · 30e Hunter · 39e Marais | Arbitrage : Amber Church Liu Xiaoying Arbitre vidéo : Aleisha Neumann | Arbitrage : Amber Church Liu Xiaoying Arbitre vidéo : Aleisha Neumann |
| 31 juillet 2021 12h15 | Rapport                         |         |                                      | Arbitrage : Amber Church Liu Xiaoying Arbitre vidéo : Aleisha Neumann | Arbitrage : Amber Church Liu Xiaoying Arbitre vidéo : Aleisha Neumann |

| Match 29 | (1) Pays-Bas               | 3 - 1   | Allemagne (2)  | Terrain Nord                                                            |                                                                         |
| 18h30    | Matla 8e, 56e · Welten 14e | (2 - 1) | 23e Zimmermann | Arbitrage : Irene Presenqui Kelly Hudson Arbitre vidéo : Maggie Giddens | Arbitrage : Irene Presenqui Kelly Hudson Arbitre vidéo : Maggie Giddens |
| 18h30    | Rapport                    |         |                | Arbitrage : Irene Presenqui Kelly Hudson Arbitre vidéo : Maggie Giddens | Arbitrage : Irene Presenqui Kelly Hudson Arbitre vidéo : Maggie Giddens |

| Match 30 | (5) Grande-Bretagne       | 2 - 0   | Irlande (11) | Terrain Nord                                                                  |                                                                               |
| 20h45    | Townsend 17e · Martin 32e | (1 - 0) |              | Arbitrage : Emi Yamada Carolina de la Fuente Arbitre vidéo : Michelle Meister | Arbitrage : Emi Yamada Carolina de la Fuente Arbitre vidéo : Michelle Meister |
| 20h45    | Rapport                   |         |              | Arbitrage : Emi Yamada Carolina de la Fuente Arbitre vidéo : Michelle Meister | Arbitrage : Emi Yamada Carolina de la Fuente Arbitre vidéo : Michelle Meister |

### Groupe B
| Rang | Équipe           | J | V | N | D | BP | BC | Diff | Pts |
| ---- | ---------------- | - | - | - | - | -- | -- | ---- | --- |
| 1    | Australie        | 5 | 5 | 0 | 0 | 13 | 1  | +12  | 15  |
| 2    | Espagne          | 5 | 3 | 0 | 2 | 9  | 8  | +1   | 9   |
| 3    | Argentine        | 5 | 3 | 0 | 2 | 8  | 8  | 0    | 9   |
| 4    | Nouvelle-Zélande | 5 | 2 | 0 | 3 | 8  | 7  | +1   | 6   |
| 5    | Chine            | 5 | 2 | 0 | 3 | 9  | 16 | -7   | 6   |
| 6    | Japon            | 5 | 0 | 0 | 5 | 6  | 13 | -7   | 0   |

- Qualifié pour les quarts de finale

1re journée
| Match 4               | (4) Australie                          | 3 - 1   | Espagne (7) | Terrain Sud                                                                |                                                                            |
| 25 juillet 2021 10h00 | Malone 31e · Chalker 32e · Stewart 37e | (0 - 0) | 33e Pérez   | Arbitrage : Michelle Joubert Annelize Rostron Arbitre vidéo : Amber Church | Arbitrage : Michelle Joubert Annelize Rostron Arbitre vidéo : Amber Church |
| 25 juillet 2021 10h00 | Rapport                                |         |             | Arbitrage : Michelle Joubert Annelize Rostron Arbitre vidéo : Amber Church | Arbitrage : Michelle Joubert Annelize Rostron Arbitre vidéo : Amber Church |

| Match 5 | (13) Japon                               | 3 - 4   | Chine (11)                             | Terrain Nord                                                             |                                                                          |
| 11h45   | Nomura 21e · Y. Nagai 31e · H. Nagai 45e | (1 - 2) | 10e, 35e Gu · 20e Zhang Y. · 52e Liang | Arbitrage : Michelle Meister Ayanna McClean Arbitre vidéo : Kelly Hudson | Arbitrage : Michelle Meister Ayanna McClean Arbitre vidéo : Kelly Hudson |
| 11h45   | Rapport                                  |         |                                        | Arbitrage : Michelle Meister Ayanna McClean Arbitre vidéo : Kelly Hudson | Arbitrage : Michelle Meister Ayanna McClean Arbitre vidéo : Kelly Hudson |

| Match 6 | (2) Argentine | 0 - 3   | Nouvelle-Zélande (6)                | Terrain Sud                                                              |                                                                          |
| 12h15   |               | (0 - 0) | 35e Smith · 40e Ralph · 53e Pearson | Arbitrage : Maggie Giddens Sarah Wilson Arbitre vidéo : Laurine Delforge | Arbitrage : Maggie Giddens Sarah Wilson Arbitre vidéo : Laurine Delforge |
| 12h15   | Rapport       |         |                                     | Arbitrage : Maggie Giddens Sarah Wilson Arbitre vidéo : Laurine Delforge | Arbitrage : Maggie Giddens Sarah Wilson Arbitre vidéo : Laurine Delforge |

2e journée
| Match 8               | (3) Australie                                                         | 6 - 0   | Chine (10) | Terrain Sud                                                                |                                                                            |
| 26 juillet 2021 12h15 | Chalker 16e, 22e · Peris 31e · Malone 54e · Kershaw 56e · Stewart 58e | (2 - 0) |            | Arbitrage : Amber Church Laurine Delforge Arbitre vidéo : Annelize Rostron | Arbitrage : Amber Church Laurine Delforge Arbitre vidéo : Annelize Rostron |
| 26 juillet 2021 12h15 | Rapport                                                               |         |            | Arbitrage : Amber Church Laurine Delforge Arbitre vidéo : Annelize Rostron | Arbitrage : Amber Church Laurine Delforge Arbitre vidéo : Annelize Rostron |

| Match 10 | (4) Argentine                                  | 3 - 0   | Espagne (8) | Terrain Sud                                                             |                                                                         |
| 19h00    | Raposo 47e · Albertarrio 57e · Barrionuevo 59e | (0 - 0) |             | Arbitrage : Aleisha Neumann Ayanna McClean Arbitre vidéo : Sarah Wilson | Arbitrage : Aleisha Neumann Ayanna McClean Arbitre vidéo : Sarah Wilson |
| 19h00    | Rapport                                        |         |             | Arbitrage : Aleisha Neumann Ayanna McClean Arbitre vidéo : Sarah Wilson | Arbitrage : Aleisha Neumann Ayanna McClean Arbitre vidéo : Sarah Wilson |

| Match 11 | (14) Japon | 1 - 2   | Nouvelle-Zélande (5)  | Terrain Nord                                                                  |                                                                               |
| 20h45    | Oikawa 18e | (1 - 2) | 26e Merry · 29e Ralph | Arbitrage : Irene Presenqui Annelize Rostron Arbitre vidéo : Michelle Meister | Arbitrage : Irene Presenqui Annelize Rostron Arbitre vidéo : Michelle Meister |
| 20h45    | Rapport    |         |                       | Arbitrage : Irene Presenqui Annelize Rostron Arbitre vidéo : Michelle Meister | Arbitrage : Irene Presenqui Annelize Rostron Arbitre vidéo : Michelle Meister |

3e journée
| Match 15              | (5) Nouvelle-Zélande | 1 - 2   | Espagne (10)            | Terrain Nord                                                                        |                                                                                     |
| 28 juillet 2021 11h45 | Smith 35e            | (0 - 2) | 6e Iglesias · 22e Riera | Arbitrage : Michelle Meister Carolina de la Fuente Arbitre vidéo : Annelize Rostron | Arbitrage : Michelle Meister Carolina de la Fuente Arbitre vidéo : Annelize Rostron |
| 28 juillet 2021 11h45 | Rapport              |         |                         | Arbitrage : Michelle Meister Carolina de la Fuente Arbitre vidéo : Annelize Rostron | Arbitrage : Michelle Meister Carolina de la Fuente Arbitre vidéo : Annelize Rostron |

| Match 17 | (14) Japon | 0 - 1   | Australie (3)      | Terrain Nord                                                         |                                                                      |
| 18h30    |            | (0 - 0) | 33e M. Fitzpatrick | Arbitrage : Liu Xiaoying Maggie Giddens Arbitre vidéo : Kelly Hudson | Arbitrage : Liu Xiaoying Maggie Giddens Arbitre vidéo : Kelly Hudson |
| 18h30    | Rapport    |         |                    | Arbitrage : Liu Xiaoying Maggie Giddens Arbitre vidéo : Kelly Hudson | Arbitrage : Liu Xiaoying Maggie Giddens Arbitre vidéo : Kelly Hudson |

| Match 18 | (4) Argentine                     | 3 - 2   | Chine (9)           | Terrain Sud                                                             |                                                                         |
| 19h00    | Gorzelany 18e, 24e · Jankunas 54e | (2 - 0) | 52e Li H. · 56e Liu | Arbitrage : Emi Yamada Annelize Rostron Arbitre vidéo : Aleisha Neumann | Arbitrage : Emi Yamada Annelize Rostron Arbitre vidéo : Aleisha Neumann |
| 19h00    | Rapport                           |         |                     | Arbitrage : Emi Yamada Annelize Rostron Arbitre vidéo : Aleisha Neumann | Arbitrage : Emi Yamada Annelize Rostron Arbitre vidéo : Aleisha Neumann |

4e journée
| Match 19              | (7) Espagne             | 2 - 0   | Chine (10) | Terrain Nord                                                              |                                                                           |
| 29 juillet 2021 18h30 | Pérez 3e · Bonastre 18e | (2 - 0) |            | Arbitrage : Michelle Meister Irene Presenqui Arbitre vidéo : Amber Church | Arbitrage : Michelle Meister Irene Presenqui Arbitre vidéo : Amber Church |
| 29 juillet 2021 18h30 | Rapport                 |         |            | Arbitrage : Michelle Meister Irene Presenqui Arbitre vidéo : Amber Church | Arbitrage : Michelle Meister Irene Presenqui Arbitre vidéo : Amber Church |

| Match 21 | (14) Japon | 1 - 2   | Argentine (4)                   | Terrain Nord                                                             |                                                                          |
| 20h45    | Mori 19e   | (1 - 1) | 10e Gorzelany · 45e M. Granatto | Arbitrage : Kelly Hudson Ayanna McClean Arbitre vidéo : Annelize Rostron | Arbitrage : Kelly Hudson Ayanna McClean Arbitre vidéo : Annelize Rostron |
| 20h45    | Rapport    |         |                                 | Arbitrage : Kelly Hudson Ayanna McClean Arbitre vidéo : Annelize Rostron | Arbitrage : Kelly Hudson Ayanna McClean Arbitre vidéo : Annelize Rostron |

| Match 22 | (3) Australie | 1 - 0   | Nouvelle-Zélande (6) | Terrain Sud                                                                |                                                                            |
| 21h15    | Chalker 34e   | (0 - 0) |                      | Arbitrage : Sarah Wilson Laurine Delforge Arbitre vidéo : Michelle Meister | Arbitrage : Sarah Wilson Laurine Delforge Arbitre vidéo : Michelle Meister |
| 21h15    | Rapport       |         |                      | Arbitrage : Sarah Wilson Laurine Delforge Arbitre vidéo : Michelle Meister | Arbitrage : Sarah Wilson Laurine Delforge Arbitre vidéo : Michelle Meister |

5e journée
| Match 25              | (7) Nouvelle-Zélande     | 2 - 3   | Chine (12)                         | Terrain Nord                                                                |                                                                             |
| 31 juillet 2021 09h30 | Gunson 20e · Keddell 45e | (1 - 1) | 24e Liu · 37e Chen Ya. · 54e Liang | Arbitrage : Laurine Delforge Ayanna McClean Arbitre vidéo : Aleisha Neumann | Arbitrage : Laurine Delforge Ayanna McClean Arbitre vidéo : Aleisha Neumann |
| 31 juillet 2021 09h30 | Rapport                  |         |                                    | Arbitrage : Laurine Delforge Ayanna McClean Arbitre vidéo : Aleisha Neumann | Arbitrage : Laurine Delforge Ayanna McClean Arbitre vidéo : Aleisha Neumann |

| Match 26 | (14) Japon | 1 - 4   | Espagne (6)                                          | Terrain Sud                                                          |                                                                      |
| 10h00    | Mori 6e    | (1 - 1) | 25e Barrios · 38e García · 55e Mejías · 57e Bonastre | Arbitrage : Sarah Wilson Maggie Giddens Arbitre vidéo : Kelly Hudson | Arbitrage : Sarah Wilson Maggie Giddens Arbitre vidéo : Kelly Hudson |
| 10h00    | Rapport    |         |                                                      | Arbitrage : Sarah Wilson Maggie Giddens Arbitre vidéo : Kelly Hudson | Arbitrage : Sarah Wilson Maggie Giddens Arbitre vidéo : Kelly Hudson |

| Match 27 | (3) Australie                    | 2 - 0   | Argentine (4) | Terrain Nord                                                                   |                                                                                |
| 11h45    | S. Fitzpatrick 49e · Chalker 59e | (0 - 0) |               | Arbitrage : Michelle Meister Michelle Joubert Arbitre vidéo : Laurine Delforge | Arbitrage : Michelle Meister Michelle Joubert Arbitre vidéo : Laurine Delforge |
| 11h45    | Rapport                          |         |               | Arbitrage : Michelle Meister Michelle Joubert Arbitre vidéo : Laurine Delforge | Arbitrage : Michelle Meister Michelle Joubert Arbitre vidéo : Laurine Delforge |

## Phase d'élimination directe
|  | Quarts de finale     | Quarts de finale    |               |                     | Demi-finales           | Demi-finales |  |  | Finale   | Finale |
|  | Quarts de finale     | Quarts de finale    |               |                     | Demi-finales           | Demi-finales |  |  | Finale   | Finale |
|  |                      |                     |               |                     |                        |              |  |  |          |        |
|  |                      |                     |               |                     |                        |              |  |  |          |        |
|  |                      |                     |               |                     |                        |              |  |  |          |        |
|  | Pays-Bas (1)         | 3                   |               |                     |                        |              |  |  |          |        |
|  | Pays-Bas (1)         | 3                   |               |                     |                        |              |  |  |          |        |
|  | Nouvelle-Zélande (7) | 0                   |               |                     |                        |              |  |  |          |        |
|  | Nouvelle-Zélande (7) | 0                   | Pays-Bas (1)  | 5                   |                        |              |  |  |          |        |
|  |                      |                     | Pays-Bas (1)  | 5                   |                        |              |  |  |          |        |
|  |                      | Grande-Bretagne (4) | 1             |                     |                        |              |  |  |          |        |
|  | Grande-Bretagne (4)  | Grande-Bretagne (4) | 1             | 2 (2)               |                        |              |  |  |          |        |
|  | Grande-Bretagne (4)  |                     |               | 2 (2)               |                        |              |  |  |          |        |
|  | Espagne (6)          | 2 (0)               |               |                     |                        |              |  |  |          |        |
|  | Espagne (6)          | 2 (0)               | Pays-Bas (1)  | 3                   |                        |              |  |  |          |        |
|  |                      |                     | Pays-Bas (1)  | 3                   |                        |              |  |  |          |        |
|  |                      | Argentine (2)       | 1             |                     |                        |              |  |  |          |        |
|  | Australie (2)        | Argentine (2)       | 1             | 0                   |                        |              |  |  |          |        |
|  | Australie (2)        |                     |               | 0                   |                        |              |  |  |          |        |
|  | Inde (9)             | 1                   |               |                     |                        |              |  |  |          |        |
|  | Inde (9)             | 1                   | Argentine (2) | 2                   |                        |              |  |  |          |        |
|  |                      |                     | Argentine (2) | 2                   | Match pour la 3e place |              |  |  |          |        |
|  |                      | Inde (7)            | 1             |                     |                        |              |  |  |          |        |
|  | Allemagne (3)        | Inde (7)            | 1             | 0                   |                        |              |  |  |          |        |
|  | Allemagne (3)        |                     |               | 0                   |                        |              |  |  |          |        |
|  | Argentine (5)        | 3                   |               | Grande-Bretagne (4) | 4                      |              |  |  |          |        |
|  | Argentine (5)        | 3                   |               | Grande-Bretagne (4) | 4                      |              |  |  |          |        |
|  |                      |                     |               |                     |                        |              |  |  | Inde (7) | 3      |
|  |                      |                     |               |                     |                        |              |  |  | Inde (7) | 3      |

### Quarts de finale
| 2 août 2021 | (3) Allemagne | 0 - 3   | Argentine (5)                                  |                                                                        |                                                                        |
| 9h30        |               | (0 - 2) | 27e Albertarrio · 29e M. Granatto · 52e Raposo | Arbitrage : Amber Church Laurine Delforge Arbitre vidéo : Kelly Hudson | Arbitrage : Amber Church Laurine Delforge Arbitre vidéo : Kelly Hudson |
| 9h30        | Rapport       |         |                                                | Arbitrage : Amber Church Laurine Delforge Arbitre vidéo : Kelly Hudson | Arbitrage : Amber Church Laurine Delforge Arbitre vidéo : Kelly Hudson |

|       | (2) Australie | 0 - 1   | Inde (9)   |                                                                                |                                                                                |
| 12h00 |               | (0 - 1) | 22e Gurjit | Arbitrage : Carolina de la Fuente Irene Presenqui Arbitre vidéo : Sarah Wilson | Arbitrage : Carolina de la Fuente Irene Presenqui Arbitre vidéo : Sarah Wilson |
| 12h00 | Rapport       |         |            | Arbitrage : Carolina de la Fuente Irene Presenqui Arbitre vidéo : Sarah Wilson | Arbitrage : Carolina de la Fuente Irene Presenqui Arbitre vidéo : Sarah Wilson |

|       | (1) Pays-Bas                     | 3 - 0   | Nouvelle-Zélande (7) |                                                                              |                                                                              |
| 18h30 | Welten 7e · Matla 21e · Stam 37e | (2 - 0) |                      | Arbitrage : Michelle Meister Michelle Joubert Arbitre vidéo : Ayanna McClean | Arbitrage : Michelle Meister Michelle Joubert Arbitre vidéo : Ayanna McClean |
| 18h30 | Rapport                          |         |                      | Arbitrage : Michelle Meister Michelle Joubert Arbitre vidéo : Ayanna McClean | Arbitrage : Michelle Meister Michelle Joubert Arbitre vidéo : Ayanna McClean |

|       | (4) Grande-Bretagne      | 2 - 2             | Espagne (6)                    |                                                                           |                                                                           |
| 21h00 | Martin 17e · Balsdon 37e | (1 - 1)           | 20e Iglesias · 51e Bonastre    | Arbitrage : Aleisha Neumann Annelize Rostron Arbitre vidéo : Kelly Hudson | Arbitrage : Aleisha Neumann Annelize Rostron Arbitre vidéo : Kelly Hudson |
| 21h00 | Rapport                  |                   |                                | Arbitrage : Aleisha Neumann Annelize Rostron Arbitre vidéo : Kelly Hudson | Arbitrage : Aleisha Neumann Annelize Rostron Arbitre vidéo : Kelly Hudson |
| 21h00 | Toman · Martin · Jones   | Tirs au but 2 - 0 | Ycart · García · Oliva · Pérez | Arbitrage : Aleisha Neumann Annelize Rostron Arbitre vidéo : Kelly Hudson | Arbitrage : Aleisha Neumann Annelize Rostron Arbitre vidéo : Kelly Hudson |

### Demi-finales
| 4 août 2021 | (1) Pays-Bas                                              | 5 - 1   | Grande-Bretagne (4) |                                                                            |                                                                            |
| 10h30       | Albers 19e, 38e · Keetels 19e · Verschoor 32e · Matla 49e | (2 - 0) | 41e Ansley          | Arbitrage : Laurine Delforge Michelle Joubert Arbitre vidéo : Kelly Hudson | Arbitrage : Laurine Delforge Michelle Joubert Arbitre vidéo : Kelly Hudson |
| 10h30       | Rapport                                                   |         |                     | Arbitrage : Laurine Delforge Michelle Joubert Arbitre vidéo : Kelly Hudson | Arbitrage : Laurine Delforge Michelle Joubert Arbitre vidéo : Kelly Hudson |

|       | (2) Argentine        | 2 - 1   | Inde (7)  |                                                                      |                                                                      |
| 19h00 | Barrionuevo 18e, 36e | (1 - 1) | 2e Gurjit | Arbitrage : Sarah Wilson Amber Church Arbitre vidéo : Ayanna McClean | Arbitrage : Sarah Wilson Amber Church Arbitre vidéo : Ayanna McClean |
| 19h00 | Rapport              |         |           | Arbitrage : Sarah Wilson Amber Church Arbitre vidéo : Ayanna McClean | Arbitrage : Sarah Wilson Amber Church Arbitre vidéo : Ayanna McClean |

### Match pour la médaille de bronze
| 6 août 2021 | (4) Grande-Bretagne                                       | 4 - 3   | Inde (7)                      |                                                                            |                                                                            |
| 10h30       | Rayer 16e · Robertson 24e · Pearne-Webb 35e · Balsdon 48e | (2 - 3) | 25e, 26e Gurjit · 29e Vandana | Arbitrage : Michelle Meister Michelle Joubert Arbitre vidéo : Kelly Hudson | Arbitrage : Michelle Meister Michelle Joubert Arbitre vidéo : Kelly Hudson |
| 10h30       | Rapport                                                   |         |                               | Arbitrage : Michelle Meister Michelle Joubert Arbitre vidéo : Kelly Hudson | Arbitrage : Michelle Meister Michelle Joubert Arbitre vidéo : Kelly Hudson |

### Match pour la médaille d'or
| 6 août 2021 | (1) Pays-Bas                            | 3 - 1   | Argentine (2) |                                                                        |                                                                        |
| 19h00       | Van Geffen 23e · Van Maasakker 26e, 29e | (3 - 1) | 30e Gorzelany | Arbitrage : Sarah Wilson Laurine Delforge Arbitre vidéo : Kelly Hudson | Arbitrage : Sarah Wilson Laurine Delforge Arbitre vidéo : Kelly Hudson |
| 19h00       | Rapport                                 |         |               | Arbitrage : Sarah Wilson Laurine Delforge Arbitre vidéo : Kelly Hudson | Arbitrage : Sarah Wilson Laurine Delforge Arbitre vidéo : Kelly Hudson |

## Classement final
| Rang                         | Groupe | Équipe           | J | V | N | D | BP | BC | Diff | Pts | Classement mondial FIH | Classement mondial FIH | Classement mondial FIH |
| Rang                         | Groupe | Équipe           | J | V | N | D | BP | BC | Diff | Pts | Avant                  | Après                  | +/-                    |
| ---------------------------- | ------ | ---------------- | - | - | - | - | -- | -- | ---- | --- | ---------------------- | ---------------------- | ---------------------- |
| 1                            | A      | Pays-Bas         | 8 | 8 | 0 | 0 | 29 | 4  | +25  | 24  | 1                      | 1                      | 0                      |
| 2                            | B      | Argentine        | 8 | 5 | 0 | 3 | 14 | 12 | +2   | 15  | 2                      | 3                      | -1                     |
| 3                            | A      | Grande-Bretagne  | 8 | 4 | 1 | 3 | 18 | 15 | +3   | 13  | 5                      | 2                      | +3                     |
| 4                            | A      | Inde             | 8 | 3 | 0 | 5 | 12 | 20 | -8   | 9   | 10                     | 8                      | +2                     |
| Éliminés en quarts de finale |        |                  |   |   |   |   |    |    |      |     |                        |                        |                        |
| 5                            | B      | Australie        | 6 | 5 | 0 | 1 | 13 | 2  | +11  | 15  | 4                      | 4                      | 0                      |
| 6                            | A      | Allemagne        | 6 | 4 | 0 | 2 | 13 | 10 | +3   | 12  | 3                      | 5                      | -2                     |
| 7                            | B      | Espagne          | 6 | 3 | 1 | 2 | 11 | 10 | +1   | 10  | 7                      | 6                      | +1                     |
| 8                            | B      | Nouvelle-Zélande | 6 | 2 | 0 | 4 | 8  | 10 | -2   | 6   | 6                      | 7                      | -1                     |
| Éliminés en phase de groupes |        |                  |   |   |   |   |    |    |      |     |                        |                        |                        |
| 9                            | B      | Chine            | 5 | 2 | 0 | 3 | 9  | 16 | -7   | 6   | 11                     | 10                     | +1                     |
| 10                           | A      | Irlande          | 5 | 1 | 0 | 4 | 4  | 11 | -7   | 3   | 9                      | 12                     | -3                     |
| 11                           | B      | Japon            | 5 | 0 | 0 | 5 | 6  | 13 | -7   | 0   | 13                     | 14                     | -1                     |
| 12                           | A      | Afrique du Sud   | 5 | 0 | 0 | 5 | 5  | 19 | -14  | 0   | 16                     | 16                     | 0                      |